# Гревс, Алексей Александрович
 Алексей Александрович Гревс  (1779—?) — генерал-майор, участник Отечественной войны 1812 года.

## Биография
Родился в 1779 году. Происходил из дворян Орловской губернии, Карачевского уезда.
В военной службе — с 4 июля 1796 года гвардии сержантом; 25 декабря того же года переведён унтер-офицером в Кавалергардские эскадроны, при расформировании которых выпущен, 26 ноября 1797 года, корнетом в Малороссийский кирасирский полк; 15 сентября 1802 года уволен в отставку поручиком; 6 июня 1804 года определён в провиантский штат чином 12 класса; 23 сентября 1806 года переведён в Гродненский (Клястицкий) гусарский полк корнетом; в 1807 году произведён в поручики.
В рядах Клястицкого полка Гревс участвовал в Прусской войне 1807 года, в сражениях и делах: под Мешаницами (31 января) и получил Высочайшее благоволение; Гугштатом (24 мая), Секендорфом (25-го), Гейльсбергом (29-го) и награждён орденом Св. Анны 3-й степени «За храбрость» и золотым оружием; Фридландом (2 июня). Вероятно, под Гейльсбергом Гревс и получил «сабельную контузию», от которой ещё в 1809 году страдал «частыми дурнотами рода обмороков». Переведён в кавалергарды 29 февраля 1808 года и произведён в 1810 году в штабс-ротмистры. Участвовал с полком в Отечественной войнe и за Бородино получил орден Святого Владимира 4-й степени с бантом; 20 февраля 1813 года произведён в ротмистры и за Кульмское сражение (17 и 18 августа) награждён орденом святой Анны 2 степени.
3 июня 1816 года Гревс был произведён в подполковники, с переводом в 1-й Украинский казачий полк, и 18 января 1818 года назначен полковым командиром 3-го Украинского уланского полка, а 6 мая того же года произведён в полковники. Он командовал полком до 2 октября 1827 года, когда был произведён в генерал-майоры, с назначением состоять при начальнике 3-й Уланской дивизии, 10 мая 1828 года назначен командиром 2-й бригады 3-й Кирасирской дивизии и награждён алмазными знаками к ордену святой Анны 2-й степени, а в 1830 году орденом святого Владимира 3-й степени.
Гревс участвовал в Польской войне 1831 года, в Гроховском сражении и награждён орденом святой Анны 1-й степени. А. К. Пузыревский так отзывается о действиях Гревса в этом сражении: «Бригадный командир Гревс не обладал ни решительностью, ни должной смелостью для поддержания атаки кирасир принца Альберта».
Затем Гревс участвовал в деле при Hypе (10 мая), за которое получил орден святой Анны 1-й степени с Имиераторской короною. По окончании войны перемещен сначала (10 ноября) командиром 2-й бригады 3-й Уланской дивизии, а затем (25 декабря) 2-й бригады 2-й Уланской дивизии и в 1836 году получил аренду в 1000 рублей на 12 лет и вслед за сим уволен 14 февраля того же года по домашним обстоятельствам в отставку тем же чином, с мундиром и полным пенсионом.

### Семья
- Был женат на дочери надворного советника Красовского Марьe Ивановне, владевшей в Чигиринском уезде Киевской губернии 500 душами.
- Имел детей: дочерей — Дарью (род. 1827 г.) и Ксению (род. 1829 г.); сыновей — кавалергардов: Константина (1830) и Петра (1833).

## Награды
- Св. Владимира 4-й ст. с бантом
- Св. Владимира 3-й ст.
- Св. Анны 3-й ст. «За храбрость»
- Св. Анны 2-й ст. с алмазами
- Св. Анны 1-й ст. с Императорской короной
- Золотое оружие «За храбрость»
- Высочайшее благоволение